# UCI-BMX-Freestyle-Weltcup 2019
Beim UCI-BMX-Freestyle-Weltcup 2019 wurden durch die Union Cycliste Internationale die Weltcupsieger im BMX-Freestyle ermittelt.

## Termine
Wie im Vorjahr wurde der Weltcup in den Freestyle-Varianten Park und Flatland ausgetragen. Die Zahl der Runden reduzierte sich auf drei, da im kanadischen Edmonton die Vereinbarung mit der Stadtverwaltung ausgelaufen war. Die verbliebenen drei Standorte waren dieselben wie im Vorjahr.
- Hiroshima: 19.–21. April
- Montpellier: 29. Mai–2. Juni
- Chengdu: 31. Oktober–3. November

Die Wettkämpfe gingen über mehrere Tage, der letzte Tag war jeweils dem Finale gewidmet. Der Sieg in einer Runde wurde mit 10.000 Punkten bewertet, die zugleich für die Weltrangliste zählten. Im Anschluss an die letzte Runde fanden ebenfalls in Chengdu die Urban-Cycling-Weltmeisterschaften 2019 statt. Infolge der Corona-Pandemie fiel der Weltcup in den beiden nächsten Jahren aus; erst 2022 konnte er wieder veranstaltet werden.

## Park Männer
| # | Datum       | Ort         | Erster         | Zweiter       | Dritter      |
| - | ----------- | ----------- | -------------- | ------------- | ------------ |
| 1 | 21. April   | Hiroshima   | Brandon Loupos | Rimu Nakamura | Logan Martin |
| 2 | 2. Juni     | Montpellier | Justin Dowell  | Irek Risajew  | Logan Martin |
| 3 | 3. November | Chengdu     | Rimu Nakamura  | Declan Brooks | Nick Bruce   |

Gesamtwertung
| Platz | Name          | Punkte |
| ----- | ------------- | ------ |
| 1     | Rimu Nakamura | 26.200 |
| 2     | Logan Martin  | 24.100 |
| 3     | Justin Dowell | 23.400 |
| 4     | Nick Bruce    | 21.800 |
| 5     | Irek Risajew  | 20.600 |
| 6     | James Jones   | 17.200 |

## Park Frauen
| # | Datum       | Ort         | Erste          | Zweite         | Dritte                |
| - | ----------- | ----------- | -------------- | -------------- | --------------------- |
| 1 | 21. April   | Hiroshima   | Hannah Roberts | Lara Lessmann  | Perris Benegas        |
| 2 | 2. Juni     | Montpellier | Hannah Roberts | Perris Benegas | Lara Lessmann         |
| 3 | 3. November | Chengdu     | Hannah Roberts | Perris Benegas | Charlotte Worthington |

Gesamtwertung
| Platz | Name            | Punkte |
| ----- | --------------- | ------ |
| 1     | Hannah Roberts  | 30.000 |
| 2     | Perris Benegas  | 26.200 |
| 3     | Lara Lessmann   | 24.400 |
| 4     | Nikita Ducarroz | 20.600 |
| 5     | Chelsea Wolfe   | 20.300 |
| 6     | Minato Oike     | 18.800 |

## Flatland Männer
| # | Datum       | Ort         | Erster          | Zweiter          | Dritter         |
| - | ----------- | ----------- | --------------- | ---------------- | --------------- |
| 1 | 21. April   | Hiroshima   | Ryo Katagiri    | Matthias Dandois | Dominik Nekolný |
| 2 | 2. Juni     | Montpellier | Dominik Nekolný | Matthias Dandois | Moto Sasaki     |
| 3 | 3. November | Chengdu     | Moto Sasaki     | Matthias Dandois | Dominik Nekolný |

Gesamtwertung
| Platz | Name              | Punkte |
| ----- | ----------------- | ------ |
| 1     | Matthias Dandois  | 27.000 |
| 2     | Dominik Nekolný   | 26.400 |
| 3     | Moto Sasaki       | 24.100 |
| 4     | Alexandre Jumelin | 21.600 |
| 5     | Benjamín Hudson   | 20.300 |
| 6     | Terry Adams       | 17.500 |

## Flatland Frauen
| # | Datum       | Ort         | Erste           | Zweite         | Dritte         |
| - | ----------- | ----------- | --------------- | -------------- | -------------- |
| 1 | 21. April   | Hiroshima   | Misaki Katagiri | Irina Sadovnik | Aya Nagaishi   |
| 2 | 2. Juni     | Montpellier | Misaki Katagiri | Julia Preuss   | Irina Sadovnik |
| 3 | 3. November | Chengdu     | Misaki Katagiri | Irina Sadovnik | Julia Preuss   |

Gesamtwertung
| Platz | Name                | Punkte |
| ----- | ------------------- | ------ |
| 1     | Misaki Katagiri     | 30.000 |
| 2     | Irina Sadovnik      | 26.200 |
| 3     | Céline Vaes         | 22.100 |
| 4     | Jekaterina Kruglowa | 21.600 |
| 5     | Julia Preuss        | 17.200 |
| 6     | Aya Nagaishi        | 08.200 |